# Chaetomium

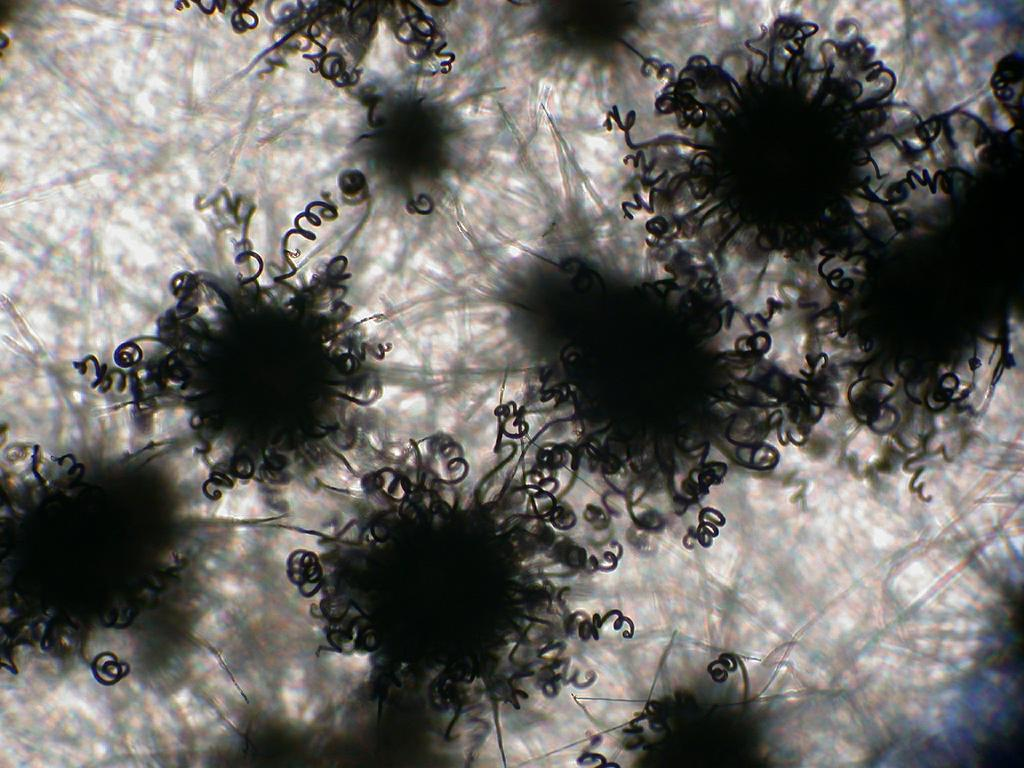
Pokryte włoskami perytecja

Chaetomium Kunze – rodzaj grzybów z typu workowców (Ascomycota).

## Systematyka i nazewnictwo
Pozycja w klasyfikacji według Index Fungorum
Chaetomiaceae, Sordariales, Sordariomycetidae, Sordariomycetes, Pezizomycotina, Ascomycota, Fungi.
Takson utworzył w 1817 r. Gustav Kunze. Synonimy:

- Bolacotricha Berk. & Broome 1851
- Bommerella Marchal 1885
- Botryotrichum Sacc. & Marchal 1885
- Botryotrichum subgen. Botryotrichum Sacc. & Marchal 1885
- Chaetomiotricha Peyronel 1914
- Cladochaete Sacc. 1912
- Emilmuelleria Arx 1986
- Vanhallia L. Marchand 1828

Gatunki występujące w Polsce
- Chaetomium ampullare Chivers 1912
- Chaetomium brevipilium L.M. Ames 1963
- Chaetomium caprinum Bainier 1910
- Chaetomium cochliodes Palliser 1910
- Chaetomium contortum Peck 1897[3]
- Chaetomium convolutum Chivers 1912
- Chaetomium crispatoideum Sergeeva 1956
- Chaetomium cruentum L.M. Ames 1963
- Chaetomium difforme W. Gams 1967
- Chaetomium elatum Kunze 1818
- Chaetomium flavum Omvik 1955
- Chaetomium globosum Kunze 1817
- Chaetomium megalocarpum Bainier 1910
- Chaetomium minutum Krzemien. & Badura 1954
- Chaetomium murorum Corda 1837
- Chaetomium ochraceum Tschudy 1937
- Chaetomium spiculipilium L.M. Ames 1963
- Chaetomium subterraneum Swift & Povah 1929
- Chaetomium spirale Zopf 1881
- Chaetomium tetrasporum S. Hughes 1946
- Chaetomium torulosum Bainier 1909
- Chaetomium trigonosporum (Marchal) Chivers 1915
- Chaetomium trilaterale Chivers 1912

Nazwy naukowe na podstawie Index Fungorum. Wykaz gatunków polskich według Mułenko i in.

## Morfologia
Do rodzaju Chaetomium zaliczono kilkaset gatunków, ale wiele z nich w wyniku badań filogenetycznych zostało przeniesione do innych rodzajów. Chaetomium to grzyby mikroskopijne tworzące zazwyczaj powierzchowne askokarpy typu perytecjum, pokryte włoskami. Worki są często maczugowate i zanikające, zawierające osiem zarodników. Askospory zwykle w kształcie cytryny, zazwyczaj w kolorze oliwkowo-brązowym. Grzybnia często rośnie w zlepionych masach przypominających liny.

## Znaczenie
Są szeroko rozpowszechnione w atmosferze, glebie i osadach morskich, a niektóre gatunki mogą nawet przetrwać w ekstremalnych warunkach, takich jak słony piasek i biochemiczne baseny oczyszczalni ścieków. Wiele gatunków to grzyby endofityczne bezobjawowo występujące w zdrowych tkankach roślin lub organizmów morskich. Niektóre gatunki z rodzaju Chaetomium to grzyby chorobotwórcze, które mogą powodować reakcje alergiczne, grzybicę tarczycy, zakażenia skóry i inne choroby u ludzi (np. C. funicola i C. globosum). Wiele gatunków potencjalnie może być wykorzystane w biotechnologii i przemyśle. Na przykład C. cochliodes wytwarza pigmentu zwany cochliodinolem, który jest stosowany w przemyśle tekstylnym, C. variabile, C. elegans, C. fusiforme mogą być wykorzystane do produkcji biopaliw ze względu na ich zdolność do wytwarzania różnych enzymów, w tym celulaz i lakkaz. Wiele gatunków Chaetomium wytwarza związki biologicznie czynne, które mogą mieć potencjalne zastosowania w przemyśle farmaceutycznym, takie jak cytochalazyny przeciwnowotworowe (C. globosum), azafilony przeciwgrzybicze (C. fusiforme), pirony przeciwbakteryjne (C. microcephalum) i alkaloidy indolowe hamujące α-glikozydazę (C. elatum). Niektóre gatunki to grzyby termofilne.
Różne gatunki Chaetomium zawierają duże ilości metabolitów o różnych funkcjach. Do 2023 r. wyizolowano i zidentyfikowano co najmniej 500 wyspecjalizowanych metabolitów z 40 gatunków rodzaju Chaetomium, a wiele z tych związków zostało przetestowanych w szerokim zakresie aktywności biologicznych, w tym cytotoksycznych, przeciwnowotworowych, przeciwzapalnych, przeciwdrobnoustrojowych, przeciwutleniających, neuroprotekcyjnych, hamujących tyrozynazę, hamujących α-glukozydazę i α-amylazę, fitotoksycznych i hamujących wzrost roślin.